# عنصر حر
في علم الكيمياء، العنصر الحر هو عنصر كيميائي غير متحد أو مرتبط كيميائيًا بعناصر أخرى (اي انها لا تشترك بتفاعل مع اي عنصر آخر). كما أن جميع ذرات العناصر الحرة بها حالة أكسدة صفر. وتشمل أمثلة العناصر الحرة جزيء نيتروجين (N2)، وجزيء هيدروجين (H2).